# Is This Love (Whitesnake)
Is This Love is een nummer van de Britse hardrockband Whitesnake. Het is een ballad, en de vierde single van hun zevende album 1987 uit april 1987. Op 30 juni dat jaar werd het nummer op single uitgebracht.

## Achtergrond
De single werd in de winter van 1987-1988 alleen een hit in het Engelse taalgebied, Spanje, Nederland en België (Vlaanderen). In thuisland het Verenigd Koninkrijk bereikte de plaat de 9e positie in de UK Singles Chart. In de Verenigde Staten bereikte de single de 2e positie in de Billboard Hot 100 en in Australië de 12e positie in de hitlijst.
In Nederland was de plaat op vrijdag 23 oktober 1987 Veronica Alarmschijf op Radio 3 en werd een radiohit in de destijds twee hitlijsten op de nationale publieke popzender. De plaat bereikte de 23e positie in de Nederlandse Top 40 en de 31e positie in de Nationale Hitparade Top 100. In de Europese hitlijst op Radio 3, de TROS Europarade, werd géén notering behaald, aangezien deze hitlijst reeds op donderdag 25 juni 1987 voor de laatste keer werd uitgezonden. 
In België bereikte de plaat de 17e positie in de voorloper van de Vlaamse Ultratop 50 en de 13e positie in de Vlaamse Radio 2 Top 30. In Wallonië werd géén notering behaald.
Sinds de editie van december 2018 staat de plaat genoteerd in de jaarlijkse NPO Radio 2 Top 2000 van de Nederlandse publieke radiozender NPO Radio 2, met als hoogste notering een 1763e positie in 2021.

## NPO Radio 2 Top 2000
| Nummer met noteringen in de NPO Radio 2 Top 2000 | '18  | '19  | '20  | '21  | '22  | '23  |
| ------------------------------------------------ | ---- | ---- | ---- | ---- | ---- | ---- |
| Is This Love                                     | 1862 | 1773 | 1821 | 1763 | 1903 | 1946 |

1. ↑  Een vetgedrukt getal geeft de hoogste notering aan.
2. ↑  2018 was het eerste jaar met een notering voor dit nummer.
3. ↑  Deze tabel is bijgewerkt tot en met de laatste editie (2024).